# Jean-Claude Larrieu (directeur de la photographie)
Pour les articles homonymes, voir Larrieu.
Ne pas confondre avec le footballeur Jean-Claude Larrieu.
Jean-Claude Larrieu est un directeur de la photographie et un photographe français, né en 1943 à Montastruc (Hautes-Pyrénées).
Collaborateur régulier de la réalisatrice espagnole Isabel Coixet et du réalisateur français Philippe Le Guay, il a aussi travaillé plus ponctuellement avec d'autres cinéastes, dont Maurice Pialat, Pedro Almodóvar ou encore Pascale Ferran.
En 2024, il est accusé de violences sexuelles en même temps que Bernard Faucon, ainsi que Christian Caujolle, directeur de la photo du journal Libération de 1981 à 1986, fondateur de l'agence VU, et conseiller artistique dans Le Château d'eau - pôle photographique de Toulouse.

## Filmographie

### Directeur de la photographie
- 1975 : Les Prisons aussi... d'Hélène Châtelain et René Lefort
- 1982 : Le Crime d'amour de Guy Gilles
- 1986 : Chère canaille de Stéphane Kurc
- 1988 : Un amour à Paris de Merzak Allouache
- 1989 : Bille en tête de Carlo Cotti
- 1989 : J'aurais jamais dû croiser son regard de Jean-Marc Longval
- 1991 : Gawin d'Arnaud Sélignac
- 1991 : Mauvaise Fille de Régis Franc
- 1994 : Petits Arrangements avec les morts de Pascale Ferran
- 1995 : Le Garçu de Maurice Pialat
- 1998 : Restons groupés de Jean-Paul Salomé
- 1999 : Le Bleu des villes de Stéphane Brizé
- 2003 : Ma vie sans moi d'Isabel Coixet
- 2003 : Le Ventre de Juliette de Martin Provost
- 2003 : Viva Laldjérie de Nadir Moknèche
- 2005 : Habana Blues de Benito Zambrano
- 2006 : Paris, je t'aime (segment Bastille) d'Isabel Coixet
- 2006 : The Secret Life of Words d'Isabel Coixet
- 2008 : Comme les autres de Vincent Garenq
- 2008 : Lovers d'Isabel Coixet
- 2009 : Joueuse de Caroline Bottaro
- 2009 : Map of the Sounds of Tokyo d'Isabel Coixet
- 2011 : Les Femmes du 6e étage de Philippe Le Guay
- 2013 : Alceste à bicyclette de Philippe Le Guay
- 2013 : Another Me d'Isabel Coixet
- 2015 : Floride de Philippe Le Guay
- 2015 : Personne n'attend la nuit d'Isabel Coixet
- 2016 : Julieta de Pedro Almodóvar[2]
- 2017 : The Bookshop d'Isabel Coixet
- 2018 : Normandie nue de Philippe Le Guay
- 2020 : Nieva en Benidorm d'Isabel Coixet

### Réalisateur
- Bernard Faucon, documentaire, Arion Production, 24 minutes, 1986[3],[4].

## Photographie

### Expositions
- 1979 : Galerie Agathe Gaillard, Paris[5],[6].
- 4 mars - 29 avril 2017 : Jean-Claude Larrieu. Les années Goutte d’Or 1977-1987, Galerie Patrick Gutknecht, Paris[7].

### Livres publiés
- Bernard Faucon (préf. Hervé Guibert, photogr. Jean-Claude Larrieu), Tables d'amis : vingt-et-un menus, Bordeaux, William Blake, 1991, 69 p. (ISBN 2-905810-88-2).
- Les années Goutte d'Or, Montreuil, Éditions de l'Oeil, 2017, 32 p.  (ISBN 978-2-35137-242-5).

## Distinctions

### Récompenses
- Prix 2006 du Círculo de Escritores Cinematográficos : meilleure photographie pour The Secret Life of Words
- Prix 2018 du Círculo de Escritores Cinematográficos : meilleure photographie pour The Bookshop

### Nominations
- Prix 2004 du Círculo de Escritores Cinematográficos (cercle des critiques de cinéma espagnols) : meilleure photographie pour Ma vie sans moi
- Prix Barcelone du cinéma 2006 : meilleure photographie pour The Secret Life of Words
- Goyas 2016 : meilleure photographie pour Personne n'attend la nuit
- Goyas 2018 : meilleure photographie pour The Bookshop